# 克里斯托弗·克雷布斯
克里斯托弗·考克斯·克雷布斯（Christopher Cox Krebs，1977年1月30日—），是一名美国律师，曾任美国国土安全部网络安全和基础设施安全局局长，任期自2018年11月开始至2020年11月17日结束。

## 教育背景
克雷布斯在弗吉尼亚大学获得了环境科学学士学位，在乔治梅森大学获得了法学博士学位。

## 事业
克雷布斯的职业生涯侧重于网络安全和风险管理问题: 他曾担任国土安全部负责基础设施保护的助理部长的高级顾问，后来在微软公司担任网络安全政策主任。2017年3月，他被任命为国土安全部部长的高级顾问。2017年8月，他被任命为负责基础设施保护的助理顾问，并承担国土安全部负责国家保护和计划的副部长职责，直到2018年6月15日他被正式任命担任该职位。2018年11月，国家保护和计划局被网络安全和基础设施安全局取代，克雷布斯继续担任该局局长。在任内，他警告美国公司关于进入中国市场需要权衡风险和利益；并警告英国不要使用华为的设备。
当凯文·麦克雷南离职后，媒体一度报道克雷布斯被考虑出任代理国土安全部长，但他表示对此职位并不感兴趣。
2020年11月12日，有媒体报道克雷布斯将会被解雇，部分原因是他参与创建了一个CISA网站，以揭露与2020年美國總統選舉有关的虚假信息，这些信息大部分是由特朗普总统及其盟友推动的。西德尼·鲍威尔是特朗普与迈克尔·弗林的律师，他在卢·多布斯和玛丽亚·巴蒂罗莫的福克斯新闻节目中断言，有一个秘密政府超级计算机程序在大选中将选票从候选人特朗普那里转移到乔·拜登那里。克雷布斯回应道，这是“胡说八道”（nonsense）和“骗局”（hoax）。
2020年11月17日，克雷布斯发推文称“59位选举安全专家一致同意”，“我们所知道的每一个案例，这些（舞弊）指控要么没有事实根据，要么在技术上表达不清。”美国总统唐纳德·特朗普于同日发推文，宣布克雷布斯被解雇。特朗普在推文中宣称，他解雇克雷布斯是因为“克里斯·克雷布斯最近关于2020年大选安全的声明非常不准确；大选本身存在大量不当行为和欺诈行为”。不久，克雷布斯表示很荣幸曾任该职，并称此前一周已经预料到自己会被解雇；而对于整个事件，一些共和党和民主党的政要均感不解。